# James Friskin
James Friskin (Glasgow, 3 marzo 1886 – New York, 16 marzo 1967) è stato un pianista e compositore scozzese.

## Biografia
All'età di quattordici anni è entrato al Royal College of Music grazie ad una borsa di studio. Nell'istituto ha studiato pianoforte con Edward Dannreuther e Frits Hartvigson. Nel 1905 ha ottenuto un'altra borsa per studiare composizione con Stanford. Ha ottenuto un immediato riconoscimento con alcune sue composizioni, tra le quali soprattutto il suo quintetto con pianoforte (1907).
Ha insegnato presso il Royal Normal College for the Blind tra il 1909 e il 1914, quando si è trasferito negli Stati Uniti per insegnare pianoforte presso l'Institute of Musical Art, divenuto poi la Juilliard School. Friskin era apprezzato come interprete di Johann Sebastian Bach ed il suo primo concerto negli Stati Uniti è stata una esecuzione delle Variazioni Goldberg nel 1925, mentre nel 1934 ha tenuto due recital, eseguendo per intero Il clavicembalo ben temperato.
Nel 1944 ha ritrovato a New York Rebecca Clarke, sua collega negli studi al Royal College of Music. I due si sono incontrati per caso in una strada di Manhattan e si sono sposati nel settembre dello stesso anno.
Nel 1954 ha registrato tre LP su musiche di Bach, seguiti due anni dopo dall'incisione delle Variazioni Goldberg.

## Composizioni
La sua produzione compositiva comprende musica per pianoforte, corale e cameristica. Tra le sue musiche più note vi sono il quintetto con pianoforte (1907), che ha goduto di una discreta fama nel periodo antecedente la prima guerra mondiale, le fantasie per quartetto d'archi (1906, scritta per il concorso di composizione patrocinato da William Wilson Cobbett), per trio d'archi e per quintetto con pianoforte (1912), le sonate per pianoforte, per violino e per violoncello. Ha composto inoltre delle ouverture da concerto e svariati pezzi brevi strumentali per vario organico.
Friskin ha inoltre pubblicato nel 1921 il metodo The Principles of Pianoforte Practice e nel 1954, insieme a Irwin Freundlich, la raccolta Music for the Piano: a Handbook of Concert and Teaching Material from 1580 to 1952.